# Torneo Apertura 2020 (Liga Pepsi Femenil)
El Torneo Apertura 2020 fue la décima edición del campeonato de liga de la Primera División Femenina de El Salvador con el que se inicia la temporada 2020-21. La Primera División Femenina de El Salvador, conocida también como Liga Pepsi Femenina, es la principal liga de fútbol profesional femenil en El Salvador la cual está regulada por la Federación Salvadoreña de Fútbol.
Este torneo presentará como novedad la desaparición de Independiente, quien decidiera ceder la categoría al club usuluteco, Luis Ángel Firpo; y también El Vencedor, quien decidió ceder la categoría al club marciano, Atlético Marte, debido a que el club tabudo tenía problemas económicos.
Alianza Women logró coronarse por quinta vez en su historia tras ganar 3 - 1 a FAS.

## Nuevo formato de competencia[4]
El Torneo tendrá tres etapas con un total de 109 encuentros y no los 145 que se acostumbra ya que el formato será diferente al de los torneos anteriores.

### Primera fase
- La primera fase será regional, con los equipos divididos en tres cuadrangulares por criterio geográfico.
- Los equipos se enfrentarán a dos vueltas todos contra todos. Los primeros y cuartos lugares, de cada grupo, entran a una segunda fase y los segundos y terceros en otra, para disputar la fase final.

### Segunda fase
- La segunda fase se jugará con dos hexagonales de la siguiente manera:

| Grupo A              |  | Grupo B              |
| -------------------- |  | -------------------- |
| 1.er lugar occidente |  | 2.º lugar occidente  |
| 4.º lugar occidente  |  | 3.er lugar occidente |
| 1.er lugar centro    |  | 2.º lugar centro     |
| 4.º lugar centro     |  | 3.er lugar centro    |
| 1.er oriente         |  | 2.º lugar oriente    |
| 4.º oriente          |  | 3.er lugar oriente   |

- Los equipos se enfrentarán a dos vueltas todos contra todos.
- Clasificarán a la fase final los mejores cuatro de la hexagonal.

### Fase final
Los ocho clubes calificados para esta fase del torneo serán reubicados de acuerdo con el lugar que ocupen en la tabla Hexagonal al término de la jornada 10, con el puesto del número uno al club mejor clasificado, y así hasta el número 8. Los partidos a esta fase se desarrollarán a visita, en las siguientes etapas:
- Cuartos de final
- Semifinales
- Final

Los clubes vencedores en los partidos de cuartos de final y semifinal serán aquellos que en los dos juegos anoten el mayor número de goles. De existir empate en el número de goles anotados, la posición se definirá a favor del club con mayor cantidad de goles a favor cuando actúe como visitante.
Si una vez aplicado el criterio anterior los clubes siguieran empatados, se observará la posición de los clubes en la tabla general de clasificación.
Los partidos correspondientes a la fase final se jugarán obligatoriamente los días miércoles y sábado, y jueves y domingo eligiendo, en su caso, exclusivamente en forma descendente, los cuatro clubes mejor clasificados en la tabla general al término de la jornada 17, el día y horario de su partido como local. Los siguientes cuatro clubes podrán elegir únicamente el horario.
El club vencedor de la final y por lo tanto Campeón, será aquel que en los dos partidos anote el mayor número de goles. Si al término del tiempo reglamentario el partido está empatado, se agregarán dos tiempos extras de 15 minutos cada uno. De persistir el empate en estos periodos, se procederá a lanzar tiros penales hasta que resulte un vencedor.

Los partidos de cuartos de final se jugarán de la siguiente manera:
En las semifinales participarán los cuatro clubes vencedores de cuartos de final, reubicándolos del uno al cuatro, de acuerdo a su mejor posición en la tabla Hexagonal de clasificación al término de la jornada 10 del torneo correspondiente, enfrentándose:
Disputarán el título de Campeón del Torneo de Clausura 2020, los dos clubes vencedores de la fase semifinal correspondiente a partido único. De no haber un club vencedor en el tiempo reglamentario, se procederá a jugar la prórroga. Y si no hay campeón en la prórroga, se decidirá en las tanda de penaltis.

## Información de los equipos

### Equipos por departamento
| N.º | Departamento | Equipos                        |
| --- | ------------ | ------------------------------ |
| 2   | Santa Ana    | FAS e Isidro Metapán           |
| 2   | San Salvador | Alianza Women y Atlético Marte |
| 1   | San Miguel   | Águila                         |
| 1   | La Libertad  | Santa Tecla                    |
| 1   | Sonsonate    | Sonsonate                      |
| 1   | La Unión     | Municipal Limeño               |
| 1   | Chalatenango | Chalatenango                   |
| 1   | Morazán      | Jocoro                         |
| 1   | Ahuachapán   | 11 Deportivo                   |
| 1   | Usulután     | Luis Ángel Firpo               |

## Primera fase (fase de grupos)

### Grupo occidental
| Equipo         | Pts. | PJ | PG | PE | PP | GF | GC | DG  |
| -------------- | ---- | -- | -- | -- | -- | -- | -- | --- |
| FAS            | 18   | 6  | 6  | 0  | 0  | 37 | 1  | +36 |
| Sonsonate      | 10   | 6  | 3  | 1  | 2  | 9  | 14 | -5  |
| Isidro Metapán | 7    | 6  | 2  | 1  | 3  | 4  | 9  | -5  |
| 11 Deportivo   | 0    | 6  | 0  | 0  | 6  | 0  | 26 | -26 |

| Partidos        | Partidos   | Partidos       | Partidos  | Partidos       |
| Fecha           | Ciudad     | Local          | Resultado | Visitante      |
| --------------- | ---------- | -------------- | --------- | -------------- |
| 11 de octubre   | Metapán    | Isidro Metapán | 0 - 3     | FAS            |
| 12 de octubre   | Ahuachapán | 11 Deportivo   | 0 - 3     | Sonsonate      |
| 18 de octubre   | Santa Ana  | FAS            | 8 - 0     | Sonsonate      |
| 18 de octubre   | Metapán    | Isidro Metapán | 2 - 0     | 11 Deportivo   |
| 24 de octubre   | Ahuachapán | 11 Deportivo   | 0 - 13    | FAS            |
| 25 de octubre   | Sonsonate  | Sonsonate      | 1 - 0     | Isidro Metapán |
| 31 de octubre   | Santa Ana  | FAS            | 4 - 0     | Isidro Metapán |
| 1 de noviembre  | Sonsonate  | Sonsonate      | 3 - 0     | 11 Deportivo   |
| 8 de noviembre  | Sonsonate  | Sonsonate      | 1 - 5     | FAS            |
| 11 de noviembre | Ahuachapán | 11 Deportivo   | 0 - 1     | Isidro Metapán |
| 14 de noviembre | Santa Ana  | FAS            | 4 - 0     | 11 Deportivo   |
| 15 de noviembre | Metapán    | Isidro Metapán | 1 - 1     | Sonsonate      |

### Grupo central
| Equipo         | Pts. | PJ | PG | PE | PP | GF | GC | DG  |
| -------------- | ---- | -- | -- | -- | -- | -- | -- | --- |
| Alianza Women  | 18   | 6  | 6  | 0  | 0  | 28 | 3  | +25 |
| Atlético Marte | 7    | 6  | 2  | 1  | 3  | 7  | 16 | -9  |
| Chalatenango   | 6    | 6  | 2  | 0  | 4  | 9  | 18 | -9  |
| Santa Tecla    | 4    | 6  | 1  | 1  | 4  | 5  | 12 | -7  |

| Partidos         | Partidos     | Partidos       | Partidos  | Partidos       |
| Fecha            | Ciudad       | Local          | Resultado | Visitante      |
| ---------------- | ------------ | -------------- | --------- | -------------- |
| 10 de octubre    | San Salvador | Alianza Women  | 1 - 0     | Santa Tecla    |
| 11 de octubre    | Chalatenango | Chalatenango   | 0 - 2     | Atlético Marte |
| 18 de octubre    | Soyapango    | Atlético Marte | 1 - 1     | Santa Tecla    |
| 18 de octubre    | Chalatenango | Chalatenango   | 1 - 6     | Alianza Women  |
| 24 de octubre    | Santa Tecla  | Santa Tecla    | 3 - 2     | Chalatenango   |
| 24 de octubre    | Apopa        | Alianza Women  | 4 - 1     | Atlético Marte |
| 1 de noviembre   | San Salvador | Santa Tecla    | 0 - 3     | Alianza Women  |
| 1 de noviembre   | Soyapango    | Atlético Marte | 0 - 3     | Chalatenango   |
| 7 de noviembre   | Apopa        | Alianza Women  | 7 - 0     | Chalatenango   |
| 7 de noviembre   | Santa Tecla  | Santa Tecla    | 1 - 2     | Atlético Marte |
| 15 de septiembre | Soyapango    | Atlético Marte | 1 - 7     | Alianza Women  |
| 15 de septiembre | Chalatenango | Chalatenango   | 3 - 0     | Santa Tecla    |

### Grupo oriental
| Equipo           | Pts. | PJ | PG | PE | PP | GF | GC | DG  |
| ---------------- | ---- | -- | -- | -- | -- | -- | -- | --- |
| Municipal Limeño | 18   | 6  | 6  | 0  | 0  | 24 | 11 | +13 |
| Luis Ángel Firpo | 9    | 6  | 3  | 0  | 3  | 22 | 15 | +7  |
| Águila           | 9    | 6  | 3  | 0  | 3  | 12 | 10 | +2  |
| Jocoro           | 0    | 6  | 0  | 0  | 6  | 4  | 26 | -22 |

| Partidos        | Partidos           | Partidos         | Partidos  | Partidos         |
| Fecha           | Ciudad             | Local            | Resultado | Visitante        |
| --------------- | ------------------ | ---------------- | --------- | ---------------- |
| 11 de octubre   | Jocoro             | Jocoro           | 0 - 9     | Luis Ángel Firpo |
| 11 de octubre   | San Miguel         | Águila           | 2 - 4     | Municipal Limeño |
| 18 de octubre   | Santa Rosa de Lima | Municipal Limeño | 3 - 2     | Luis Ángel Firpo |
| 18 de octubre   | San Miguel         | Águila           | 4 - 0     | Jocoro           |
| 24 de octubre   | Usulután           | Luis Ángel Firpo | 1 - 2     | Águila           |
| 28 de octubre   | Jocoro             | Jocoro           | 1 - 5     | Municipal Limeño |
| 31 de octubre   | Usulután           | Luis Ángel Firpo | 3 - 0     | Jocoro           |
| 2 de noviembre  | Santa Rosa de Lima | Municipal Limeño | 1 - 0     | Águila           |
| 8 de noviembre  | Jocoro             | Jocoro           | 1 - 2     | Águila           |
| 11 de noviembre | Concepción Batres  | Luis Ángel Firpo | 4 - 8     | Municipal Limeño |
| 15 de noviembre | San Miguel         | Águila           | 2 - 3     | Luis Ángel Firpo |
| 16 de noviembre | Santa Rosa de Lima | Municipal Limeño | 3 - 2     | Jocoro           |

## Segunda fase (fase hexagonal)

### Grupo A
| Equipo               | Pts | PJ | PG | PE | PP | GF | GC | Dif |
| -------------------- | --- | -- | -- | -- | -- | -- | -- | --- |
| FAS (C)              | 27  | 10 | 9  | 0  | 1  | 51 | 5  | +46 |
| Alianza Women (C)    | 25  | 10 | 8  | 1  | 1  | 58 | 10 | +48 |
| Santa Tecla (C)      | 15  | 10 | 4  | 3  | 3  | 26 | 22 | +4  |
| Municipal Limeño (C) | 12  | 10 | 3  | 3  | 4  | 18 | 31 | -13 |
| 11 Deportivo         | 4   | 10 | 1  | 1  | 8  | 6  | 30 | -24 |
| Jocoro               | 2   | 10 | 0  | 2  | 8  | 5  | 66 | -61 |

| L\V |       |       |        |       |       |       |
|     |       | 4 - 1 | 18 - 0 | 8 - 3 | 6 - 0 | 3 - 1 |
|     | 2 - 0 |       | 11 - 0 | 8 - 0 | 3 - 0 | 6 - 0 |
|     | 0 - 8 | 1 - 9 |        | 1 - 2 | 0 - 2 | 1 - 6 |
|     | 2 - 4 | 0 - 2 | 1 - 1  |       | 2 - 1 | 2 - 2 |
|     | 0 - 5 | 0 - 5 | 1 - 1  | 1 - 3 |       | 0 - 2 |
|     | 2 - 2 | 0 - 4 | 8 - 0  | 3 - 3 | 3 - 1 |       |

| Partidos        | Partidos           | Partidos         | Partidos  | Partidos         |
| Fecha           | Ciudad             | Local            | Resultado | Visitante        |
| --------------- | ------------------ | ---------------- | --------- | ---------------- |
| 21 de noviembre | Santa Ana          | FAS              | 5 - 0     | 11 Deportivo     |
| 21 de noviembre | Apopa              | Alianza Women    | 3 - 1     | Santa Tecla      |
| 22 de noviembre | Jocoro             | Jocoro           | 1 - 2     | Municipal Limeño |
| 25 de noviembre | Jocoro             | Jocoro           | 1 - 9     | FAS              |
| 25 de noviembre | Ahuachapán         | 11 Deportivo     | 0 - 5     | Alianza Women    |
| 26 de noviembre | Santa Rosa de Lima | Municipal Limeño | 2 - 2     | Santa Tecla      |
| 28 de noviembre | Santa Tecla        | Santa Tecla      | 3 - 1     | 11 Deportivo     |
| 28 de noviembre | San Salvador       | Alianza Women    | 18 - 0    | Jocoro           |
| 29 de noviembre | Santa Ana          | FAS              | 8 - 0     | Municipal Limeño |
| 4 de diciembre  | Santa Rosa de Lima | Municipal Limeño | 2 - 1     | 11 Deportivo     |
| 5 de diciembre  | Santa Ana          | FAS              | 2 - 0     | Alianza Women    |
| 5 de diciembre  | Jocoro             | Jocoro           | 1 - 6     | Santa Tecla      |
| 12 de diciembre | San Salvador       | Alianza Women    | 8 - 3     | Municipal Limeño |
| 12 de diciembre | Santa Tecla        | Santa Tecla      | 0 - 4     | FAS              |
| 12 de diciembre | Ahuachapán         | 11 Deportivo     | 1 - 1     | Jocoro           |
| 19 de diciembre | Santa Tecla        | Santa Tecla      | 2 - 2     | Alianza Women    |
| 19 de diciembre | Santa Ana          | FAS              | 3 - 0     | 11 Deportivo     |
| 20 de diciembre | Santa Rosa de Lima | Municipal Limeño | 1 - 1     | Jocoro           |
| 23 de diciembre | San Salvador       | Alianza Women    | 6 - 0     | 11 Deportivo     |
| 23 de diciembre | Santa Tecla        | Santa Tecla      | 3 - 3     | Municipal Limeño |
| 23 de diciembre | Santa Ana          | FAS              | 11 - 0    | Jocoro           |
| 26 de diciembre | Santa Rosa de Lima | Municipal Limeño | 0 - 2     | FAS              |
| 27 de diciembre | Jocoro             | Jocoro           | 0 - 8     | Alianza Women    |
| 29 de diciembre | Ahuachapán         | 11 Deportivo     | 0 - 2     | Santa Tecla      |
| 2 de enero      | Ahuachapán         | 11 Deportivo     | 1 - 3     | Municipal Limeño |
| 2 de enero      | San Salvador       | Alianza Women    | 4 - 1     | FAS              |
| 2 de enero      | Santa Tecla        | Santa Tecla      | 8 - 0     | Jocoro           |
| 10 de enero     | Santa Rosa de Lima | Municipal Limeño | 2 - 4     | Alianza          |
| 10 de enero     | Santa Ana          | FAS              | 6 - 0     | Santa Tecla      |
| 10 de enero     | Jocoro             | Jocoro           | 0 - 2     | 11 Deportivo     |

### Grupo B
| Equipo             | Pts | PJ | PG | PE | PP | GF | GC | Dif |
| ------------------ | --- | -- | -- | -- | -- | -- | -- | --- |
| Isidro Metapán (C) | 19  | 10 | 5  | 4  | 1  | 15 | 8  | +7  |
| Atlético Marte (C) | 15  | 10 | 4  | 3  | 3  | 17 | 11 | +6  |
| Chalatenango (C)   | 13  | 10 | 4  | 1  | 5  | 11 | 12 | -1  |
| Sonsonate (C)      | 13  | 10 | 3  | 4  | 3  | 17 | 19 | -2  |
| Águila             | 10  | 10 | 1  | 7  | 2  | 13 | 12 | +1  |
| Luis Ángel Firpo   | 9   | 10 | 2  | 3  | 5  | 13 | 24 | -11 |

| L\V |       |       |       |       |       |       |
|     |       | 1 - 1 | 0 - 1 | 1 - 1 |       | 2 - 2 |
|     | 2 - 2 |       | 0 - 0 | 1 - 2 | 0 - 0 | 0 - 1 |
|     | 0 - 3 | 0 - 1 |       | 0 - 1 | 3 - 0 | 3 - 1 |
|     | 0 - 0 | 2 - 0 | 1 - 2 |       | 3 - 0 | 1 - 0 |
|     | 3 - 2 | 1 - 3 | 2 - 1 | 2 - 2 |       | 2 - 3 |
|     | 2 - 2 | 1 - 4 | 3 - 1 | 2 - 2 | 2 - 2 |       |

| Partidos        | Partidos     | Partidos         | Partidos  | Partidos         |
| Fecha           | Ciudad       | Local            | Resultado | Visitante        |
| --------------- | ------------ | ---------------- | --------- | ---------------- |
| 22 de noviembre | Soyapango    | Atlético Marte   | 1 - 2     | Isidro Metapán   |
| 22 de noviembre | San Miguel   | Águila           | 2 - 2     | Sonsonate        |
| 22 de noviembre | Chalatenango | Chalatenango     | 3 - 0     | Luis Ángel Firpo |
| 25 de noviembre | Metapán      | Isidro Metapán   | 1 - 0     | Sonsonate        |
| 25 de noviembre | Usulután     | Luis Ángel Firpo | 3 - 2     | Águila           |
| 26 de noviembre | Soyapango    | Atlético Marte   | 0 - 0     | Chalatenango     |
| 28 de noviembre | Sonsonate    | Sonsonate        | 2 - 2     | Luis Ángel Firpo |
| 29 de noviembre | San Miguel   | Águila           | 1 - 1     | Atlético Marte   |
| 29 de noviembre | Chalatenango | Chalatenango     | 0 - 1     | Isidro Metapán   |
| 6 de diciembre  | Soyapango    | Atlético Marte   | 0 - 1     | Sonsonate        |
| 6 de diciembre  | Chalatenango | Chalatenango     | 0 - 3     | Águila           |
| 6 de diciembre  | Metapán      | Isidro Metapán   | 3 - 0     | Luis Ángel Firpo |
| 11 de diciembre | Usulután     | Luis Ángel Firpo | 1 - 3     | Atlético Marte   |
| 12 de diciembre | San Miguel   | Águila           | 1 - 1     | Isidro Metapán   |
| 12 de diciembre | Sonsonate    | Sonsonate        | 3 - 1     | Chalatenango     |
| 19 de diciembre | Sonsonate    | Sonsonate        | 2 - 2     | Águila           |
| 20 de diciembre | Metapán      | Isidro Metapán   | 2 - 0     | Atlético Marte   |
| 20 de diciembre | Usulután     | Luis Ángel Firpo | 2 - 1     | Chalatenango     |
| 23 de diciembre | Sonsonate    | Sonsonate        | 2 - 2     | Isidro Metapán   |
| 23 de diciembre | San Miguel   | Águila           | 0 - 0     | Luis Ángel Firpo |
| 23 de diciembre | Chalatenango | Chalatenango     | 0 - 1     | Atlético Marte   |
| 27 de diciembre | Usulután     | Luis Ángel Firpo | 2 - 3     | Sonsonate        |
| 27 de diciembre | Soyapango    | Atlético Marte   | 2 - 2     | Águila           |
| 27 de diciembre | Metapán      | Isidro Metapán   | 1 - 2     | Chalatenango     |
| 2 de enero      | San Miguel   | Águila           | 0 - 1     | Chalatenango     |
| 2 de enero      | Sonsonate    | Sonsonate        | 1 - 4     | Atlético Marte   |
| 2 de enero      | Usulután     | Luis Ángel Firpo | 2 - 2     | Isidro Metapán   |
| 10 de enero     | Chalatenango | Chalatenango     | 3 - 1     | Sonsonate        |
| 10 de enero     | San Salvador | Atlético Marte   | 5 - 1     | Luis Ángel Firpo |
| 10 de enero     | Metapán      | Isidro Metapán   | 0 - 0     | Águila           |

## Fase final
|  | Cuartos de final                                            | Cuartos de final                                            | Cuartos de final                                            | Cuartos de final                                            | Cuartos de final                                            |   |    | Semifinales                                                 | Semifinales                                                 | Semifinales                                                 | Semifinales                                                 | Semifinales                                                 |  |     | Final               | Final               | Final               |  |
|  | 13 de enero de 2021 (ida) 16 y 17 de enero de 2021 (vuelta) | 13 de enero de 2021 (ida) 16 y 17 de enero de 2021 (vuelta) | 13 de enero de 2021 (ida) 16 y 17 de enero de 2021 (vuelta) | 13 de enero de 2021 (ida) 16 y 17 de enero de 2021 (vuelta) | 13 de enero de 2021 (ida) 16 y 17 de enero de 2021 (vuelta) |   |    | 20 de enero de 2021 (ida) 23 y 24 de enero de 2021 (vuelta) | 20 de enero de 2021 (ida) 23 y 24 de enero de 2021 (vuelta) | 20 de enero de 2021 (ida) 23 y 24 de enero de 2021 (vuelta) | 20 de enero de 2021 (ida) 23 y 24 de enero de 2021 (vuelta) | 20 de enero de 2021 (ida) 23 y 24 de enero de 2021 (vuelta) |  |     | 29 de enero de 2021 | 29 de enero de 2021 | 29 de enero de 2021 |  |
|  |                                                             |                                                             |                                                             |                                                             |                                                             |   |    |                                                             |                                                             |                                                             |                                                             |                                                             |  |     |                     |                     |                     |  |
|  |                                                             |                                                             |                                                             |                                                             |                                                             |   |    |                                                             |                                                             |                                                             |                                                             |                                                             |  |     |                     |                     |                     |  |
|  | A1                                                          | FAS                                                         | 4                                                           | 4                                                           | 8                                                           |   |    |                                                             |                                                             |                                                             |                                                             |                                                             |  |     |                     |                     |                     |  |
|  | A1                                                          | FAS                                                         | 4                                                           | 4                                                           | 8                                                           |   |    |                                                             |                                                             |                                                             |                                                             |                                                             |  |     |                     |                     |                     |  |
|  | B4                                                          | Sonsonate                                                   | 0                                                           | 0                                                           | 0                                                           |   |    |                                                             |                                                             |                                                             |                                                             |                                                             |  |     |                     |                     |                     |  |
|  | B4                                                          | Sonsonate                                                   | 0                                                           | 0                                                           | 0                                                           |   | A1 | FAS                                                         | 3                                                           | 1                                                           | 4                                                           |                                                             |  |     |                     |                     |                     |  |
|  |                                                             |                                                             |                                                             |                                                             |                                                             |   | A1 | FAS                                                         | 3                                                           | 1                                                           | 4                                                           |                                                             |  |     |                     |                     |                     |  |
|  |                                                             |                                                             | A3                                                          | Santa Tecla                                                 | 1                                                           | 0 | 1  |                                                             |                                                             |                                                             |                                                             |                                                             |  |     |                     |                     |                     |  |
|  | B2                                                          | Atlético Marte                                              | A3                                                          | Santa Tecla                                                 | 1                                                           | 0 | 1  | 0                                                           | 0                                                           | 0                                                           |                                                             |                                                             |  |     |                     |                     |                     |  |
|  | B2                                                          | Atlético Marte                                              |                                                             |                                                             |                                                             |   |    |                                                             |                                                             | 0                                                           |                                                             |                                                             |  |     |                     |                     |                     |  |
|  | A3                                                          | Santa Tecla                                                 | 2                                                           | 7                                                           | 9                                                           |   |    |                                                             |                                                             |                                                             |                                                             |                                                             |  |     |                     |                     |                     |  |
|  | A3                                                          | Santa Tecla                                                 | 2                                                           | 7                                                           | 9                                                           |   |    |                                                             |                                                             |                                                             |                                                             |                                                             |  | FAS | FAS                 | 1                   |                     |  |
|  |                                                             |                                                             |                                                             |                                                             |                                                             |   |    |                                                             |                                                             |                                                             |                                                             |                                                             |  | FAS | FAS                 | 1                   |                     |  |
|  |                                                             |                                                             | Alianza Women                                               | Alianza Women                                               | 3                                                           |   |    |                                                             |                                                             |                                                             |                                                             |                                                             |  |     |                     |                     |                     |  |
|  | B1                                                          | Isidro Metapán                                              | Alianza Women                                               | Alianza Women                                               | 3                                                           | 1 | 2  | 3                                                           |                                                             |                                                             |                                                             |                                                             |  |     |                     |                     |                     |  |
|  | B1                                                          | Isidro Metapán                                              |                                                             |                                                             |                                                             |   |    |                                                             |                                                             |                                                             |                                                             |                                                             |  |     |                     |                     |                     |  |
|  | A4                                                          | Municipal Limeño                                            | 3                                                           | 3                                                           | 6                                                           |   |    |                                                             |                                                             |                                                             |                                                             |                                                             |  |     |                     |                     |                     |  |
|  | A4                                                          | Municipal Limeño                                            | 3                                                           | 3                                                           | 6                                                           |   | A4 | Municipal Limeño                                            | 1                                                           | 0                                                           | 1                                                           |                                                             |  |     |                     |                     |                     |  |
|  |                                                             |                                                             |                                                             |                                                             |                                                             |   | A4 | Municipal Limeño                                            | 1                                                           | 0                                                           | 1                                                           |                                                             |  |     |                     |                     |                     |  |
|  |                                                             |                                                             | A2                                                          | Alianza Women                                               | 4                                                           | 9 | 13 |                                                             |                                                             |                                                             |                                                             |                                                             |  |     |                     |                     |                     |  |
|  | A2                                                          | Alianza Women                                               | A2                                                          | Alianza Women                                               | 4                                                           | 9 | 13 | 4                                                           | 8                                                           | 12                                                          |                                                             |                                                             |  |     |                     |                     |                     |  |
|  | A2                                                          | Alianza Women                                               |                                                             |                                                             |                                                             |   |    |                                                             |                                                             | 12                                                          |                                                             |                                                             |  |     |                     |                     |                     |  |
|  | B3                                                          | Chalatenango                                                | 0                                                           | 0                                                           | 0                                                           |   |    |                                                             |                                                             |                                                             |                                                             |                                                             |  |     |                     |                     |                     |  |
|  | B3                                                          | Chalatenango                                                | 0                                                           | 0                                                           | 0                                                           |   |    |                                                             |                                                             |                                                             |                                                             |                                                             |  |     |                     |                     |                     |  |
|  |                                                             |                                                             |                                                             |                                                             |                                                             |   |    |                                                             |                                                             |                                                             |                                                             |                                                             |  |     |                     |                     |                     |  |

|                                  |
| Campeón Alianza Women 5.° título |